# Format otwarty
Format otwarty – format pliku, który jest niezależny od systemu oraz jest udostępniany bez żadnych ograniczeń,
które utrudniałyby ponowne wykorzystywanie.
W odróżnieniu od formatu zamkniętego, format ten posiada jawną, ogólnodostępną specyfikację oraz strukturę, która nie jest ograniczona w żaden sposób przez prawo związane z licencjonowaniem, patentami, znakami towarowymi lub w inny sposób powodując, że każdy może wykorzystać je bezpłatnie w dowolnym celu (na przykład format udostępniony do domeny publicznej).
Popularne otwarte formaty mają szansę stać się otwartymi standardami.

## Przykłady otwartych formatów
- OpenDocument – format plików dla programów biurowych, standard ISO
- PNG – rastrowy format plików graficznych standaryzowany przez ISO/IEC
- FLAC – format bezstratnej kompresji dźwięku
- WebM – format kontenera wideo/audio
- HTML – hipertekstowy język znaczników, obecnie szeroko wykorzystywany do tworzenia stron internetowych
- gzip – program komputerowy służący do bezstratnej kompresji danych
- CSS – arkusz stylu używany ze stronami WWW standaryzowany przez W3C